# Jatropha ortegae
Jatropha ortegae är en törelväxtart som beskrevs av Paul Carpenter Standley. Jatropha ortegae ingår i släktet Jatropha och familjen törelväxter. Inga underarter finns listade i Catalogue of Life.